# Uthlande (Schiff, 1980)
Die Uthlande (IV) war eine kombinierte Auto- und Personenfähre der Wyker Dampfschiffs-Reederei Föhr-Amrum GmbH (W.D.R.). Sie blieb bis 2013 für die W.D.R. in Fahrt, ehe sie nach mehreren Umbenennungen und Verkäufen 2021 verschrottet wurde.

## Geschichte
Die Fähre wurde 1980 als zweiter modifizierter Nachbau des 1972 erstellten Schleswig-Holstein II auf der Husumer Schiffswerft in Husum gebaut. Am 1. Februar 1980 fand der Stapellauf statt. Taufpatin des Schiffes war Ella Haase, Namenspatron die – teilweise in der Nordsee versunkene und dem Festland vorgelagerte – Region Uthlande. Die Fertigstellung des Schiffes erfolgte im April, die Probefahrt am 15. April desselben Jahres. Seit der Indienststellung verband es die Inseln Föhr und Amrum mit dem Festlandhafen Dagebüll. Im Februar und März 1986 erfolgte auf der Meyer Werft in Papenburg eine Verlängerung des Schiffes um 9,9 m. Damit konnte die Kapazität des Schiffes erhöht werden.
Am 15. Juni 2010 wurde die Uthlande durch einen gleichnamigen Neubau ersetzt und vorerst außer Dienst gestellt. Sie verblieb im Sommer 2010 im Wyker Hafen und kam sogar noch für kurze Zeit zum Einsatz. Ende Oktober wurde das Schiff in die Bauwerft nach Husum überführt, wo es weiterhin auf einen Verkauf wartete. In der Saison 2011 kam sie wieder in Fahrt, da ihr Schwesterschiff Schleswig-Holstein (Baujahr 1988) frühzeitig an eine niederländische Reederei verkauft worden war. Die Uthlande wurde kurz darauf durch die neue Schleswig-Holstein ersetzt.

### Verbleib
Im März 2013 wurde das Schiff an die Neue Pellwormer Dampfschiffahrtsgesellschaft verkauft, die es im September desselben Jahres an die Faros Shipping Company (SARL) in Beirut weiterveräußerte. Das auf den Namen Just Mariam umgetaufte Schiff wurde zunächst vorübergehend unter libanesische Flagge gebracht. Für die Überführungsfahrt in den Libanon im Frühjahr 2014 wurde das Fährschiff auf der Husumer Bauwerft vorbereitet. Im Januar 2014 wurde das Schiff unter togolesische Flagge gebracht und kurz darauf auf das von der Faros Shipping Company vertretene Unternehmen Alastair Shipping/Bakri G übertragen. Das Schiff wurde von Med Dream Shipping als Med Dream unter der Flagge Boliviens eingesetzt und verkehrte im östlichen Mittelmeer zwischen libanesischen und türkischen Häfen.
Um Ende 2018/Anfang 2019 wurde das Schiff in Lady Caroline umbenannt und unter die Flagge Syriens gebracht. Im Mai oder Juni 2019 wurde das Schiff im Hafen von Latakia sich selbst überlassen. Die aus Ägypten, Indien, Syrien und der Türkei stammende Besatzung hatte seit längerer Zeit keine Heuer mehr erhalten. Die indischen Seeleute konnten mit Hilfe der Organisation ITF in ihr Heimatland zurückkehren. Kurze Zeit später brach an Bord des Schiffes ein Brand aus.
Am 19. Mai 2021 wurde das Schiff im türkischen Aliağa zur Verschrottung gestrandet und in der Folgezeit verschrottet.

## Besonderheiten

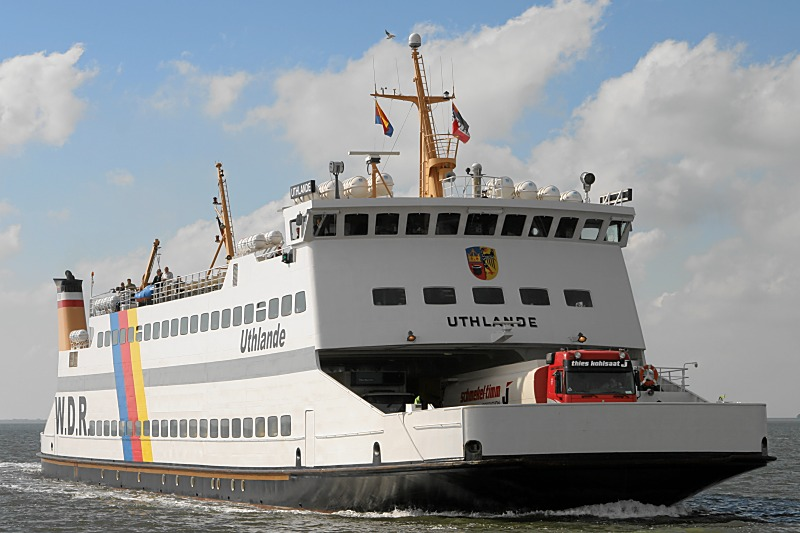
Uthlande

Die Uthlande unterschied sich optisch von den Schwesterschiffen Schleswig-Holstein (Baujahr 1972, verkauft 1987), Nordfriesland (Baujahr 1978, verkauft 1995), Schleswig-Holstein (Baujahr 1988, verkauft 2011), Rungholt (Baujahr 1992) und Nordfriesland (Baujahr 1995) durch einen rund zehn Zentimeter breiten, gelben Streifen, der sich direkt unter der Scheuerleiste (Wallschiene) auf dem ansonsten oberhalb der Wasserlinie komplett schwarz gestrichenen Schiffsrumpf befindet.
Dieser Streifen wurde auf Wunsch des ersten Kapitäns, Johann Quedens, der die Bauaufsicht hatte und das Schiff von 1980 bis 1999 fuhr, bereits während der Bauphase aufgemalt. Der charakteristische Streifen wurde auf Wunsch von Kapitän Wolfgang Brandt lange beibehalten. In der Werftzeit im Winter 2009/2010 wurde er jedoch entfernt.

## Technische Daten
Der Antrieb des Schiffes erfolgte durch zwei Viertakt-Sechszylinder-Dieselmotoren des Herstellers Motorenwerke Mannheim (MWM Typ: TBD 440-6). Die Motoren leisteten jeweils 596 kW. Sie wirkten über Getriebe auf zwei Festpropeller. Für die Stromversorgung standen zwei Generatoren mit jeweils 115 kVA zur Verfügung.